# USS Ticonderoga (CG-47)
USS Ticonderoga (CG-47) – amerykański krążownik rakietowy, pierwszy okręt typu Ticonderoga. Była to pierwsza jednostka wyposażona w system kierowania ogniem AEGIS. Do budowy krążownika wykorzystano kadłub i wyposażenie zaprojektowane dla niszczycieli rakietowych  typu Spruance.
Stępkę położono 27 stycznia 1978 roku w stoczni Ingalls Shipbuilding w Pascagoula w stanie Missisipi. Wodowanie nastąpiło 25 kwietnia 1981 roku, a ochrzczony 16 maja tego roku na cześć Fortu Ticonderoga. Oddany do służby został 13 grudnia 1982 roku. Bazował w Norfolk w stanie Wirginia, a następnie, od 1996 roku w Pascagoula.
W czasie służby uczestniczył w operacjach "Southern Watch" i "Deny Flight". Wycofany ze służby 30 września 2004 roku.